# Ingombota
Ingombota és un dels sis districtes urbans que conformen el municipi de Luanda, a la província de Luanda, la capital d'Angola. Té 9,6 quilòmetres quadrats i prop de 370.000 habitants. limita a l'oest amb l'oceà Atlàntic, amb la nord ciutat de Sambizanga, a l'est amb Rangel i al sud amb el municipi de Maianga.
El topònim Ingombota és d'origen kimbundu, i existent dues teories pel que fa al seu origen. Uns diuen que Ingombota prové d' ingombo Kuta, que significa lloc on hi ha abundants quiabos. Altres afirmen que prové de Ngombo Kuta que significa refugi per a malfactors (possiblement esclaus), donant lloc la paraula Ngombota al portuguès Ingombota.
El districte d'Ingombota comprèn les comunes d'Ingombota, Maculusso, Kinanga, Ilha do Cabo i Patrice Lumumba, i ocupa el centre de la ciutat de Luanda
L'illa de Luanda és una zona turística, amb platges de sorra i unes vistes impressionants de la badia de Luanda. Aquí es troba l'Església de Nossa Senhora do Cabo, l'església més antiga d'Angola.
El districte Baixa concentra les activitats financeres i comercials de la capital. És seu de les majors empreses que operen a Angola, tant nacionals com estrangeres, principalment al voltant de l'Avenida 4 de Fevereiro. També compta amb diversos hotels, restaurants, discoteques, bars, fleques, quioscos i botigues de tota classe.
A l'anomenada Cidade alta hi ha, entre d'altres, el Palau Presidencial, diversos ministeris, l'Assemblea Nacional d'Angola prop de la Fortalesa de São Miguel i l'Església dels Jesuïtes, on hi és enterrat el fundador de la ciutat de Luanda, Paulo Dias de Novais. L'àrea ocupa la posició elevada de la ciutat i és un lloc popular per als turistes i locals, fortament vigilada arreu per la policia gràcies a la proximitat del Palau Presidencial.
Al districte d'Ingombota també s'hi troba el Museu de les Forces Armades d'Angola, el Museu Nacional d'Antropologia i el Museu nacional d'Història Natural d'Angola.